# Bani (Bani)
Pour les articles homonymes, voir Bani.
Bani est le nom du chef-lieu du département de Bani, dans la province de Séno, région du Sahel, au Burkina Faso. Bani est surnommée « la ville aux sept mosquées ».

## Géographie
Bani est traversé par la route nationale 3.

La grande mosquée peul vue de côté avec des ouvertures dans la façade, 2001
La grande mosquée peul, 2001